# Japan Pet Press
 Pet Press（ジャパンペットプレス）は、日本初の動物やペット専門マルチメディアである。

## 概要
現在のペットブームのパイオニア的な役割を果たす。代表的なものとして、ラジオでは東京や関西を中心に配信された『吉川ひなのLIFE with PET』がある。WEB版ではＳＮS、特にFacebook版。紙媒体ではタレントでモデルのMIHOが連載をするコラムを含むJapan Pet Pressや大手メディア新聞や雑誌に記事を提供している。子供から大人まで広く愛されている媒体である。
活動
東京を中心とする関東や関西を中心に日本全国に広がっている。
アニマルアクションやアニマルセラピーを国内に持ち込み、国内普及に先駆的な役割を担う。ペット防災や、保護動物のセラピードック化、アニマルトラスト制度の政府へ提言するなど動物愛護団体と共に行なっている。
利用者
ペットや動物の愛護の方
動物関連事業者
セラピーが必要な方　病院、福祉施設、避難所等 学校の副教材として学生たちに 日本語を勉強してる外国の方  防災教育、命を考える取り組みをされている方に 利用されている。
提言と提唱
- ペット防災
- 避難所へのペットの受け入れ
- アニマルトラスト制度
- 保護動物の活躍の場の創出
- ホスピタルドッグ制度の国内への導入医療福祉
- 動物を通じた地域の活性化、街おこし
- アニマル言葉の活用
- アニマルセラピーやアニマルアクションの日本国内への普及
- 命を守る社会の構築

## 理念
命を守る社会の構築　人と動物の共生の在り方として人と動物の頭文字をとり調和を意味するHArmoyという言葉が使われている。

## スタイル
創設と運営を別で考えている。創設者藤重裕とは別に運営はその時々の共感する企業や団体に任せて、その時々の色合いにしていく取り組みがなされている。

## 背景
アニマルアクション、アニマルセラピーという考え方を日本国内に導入し、人のストレス軽減や鬱や自殺などに向き合っている。
一方、災害や事故などで傷を負った動物たちの保護や行先を確保することを目的に積極的な動物愛護団体の取り組みを広く知る機会をつくっている。
動物に関係する法律改正では、議員向け勉強会や研究会で動物をとりまく環境の世界事情を伝えるなどの活動をしている。

## 利用
動物たちの命を通じて、人の命を考える。命を考える教育教材として学校などで利用される。また病院などの医療機関では手術前の緊張を和らげるツールとして術前患者に利用がされている。

## コラボレーション企業
- Yahoo ！Japan
- ベネッセ　いぬのきもち　ねこのきもち
- TV番組
- 全国の動物愛護団体
- 映画配給会社など多数
- 阪急阪神グループ